# Tritania dilloni
Tritania dilloni är en skalbaggsart som beskrevs av Fortuné Chalumeau 1990. Tritania dilloni ingår i släktet Tritania och familjen långhorningar.
Artens utbredningsområde är Surinam. Inga underarter finns listade i Catalogue of Life.